# Джайя Синхаварман III
Джайя Синхаварман III (собственное имя — Хариджит; умер 1307) — царь царей Тямпы (Чампы) в 1288—1307 годах.